# モータルコンバット2
『モータルコンバット2』（原題：Mortal Kombat: Annihilation）は、1997年11月21日に公開されたアメリカ合衆国の映画。格闘ゲーム『モータルコンバット』を映画化した『モータル・コンバット』の続編。監督はジョン・R・レオネッティ、主演はロビン・ショウ、タリサ・ソト、ジェームズ・レマーらが務めている。
日本では劇場未公開。2007年12月7日にギャガ・コミュニケーションズから『モータル・コンバット2』のタイトルで日本語字幕版のDVD（GADY-1560）が発売された。DVDパッケージ裏のキャッチコピーは「人類存亡をかけ、再び死のバトルが始まる!!」。その前は東宝から日本語吹替版と日本語字幕版のVHSが発売された。また、2017年7月15日 27時15分～29時00分には『モータル・コンバット2/魔界来襲』のタイトルでテレビ東京の「サタ☆シネ」で日本語吹替版が放送された。

## キャスト
| 役名                 | 俳優                       | 日本語吹替                                                                     |
| -------------------- | -------------------------- | ------------------------------------------------------------------------------ |
| リュウ・カン         | ロビン・ショウ             | 磯部弘                                                                         |
| キタナ王女           | タリサ・ソト               | 深見梨加                                                                       |
| ライデン             | ジェームズ・レマー         | 大塚明夫                                                                       |
| ソニア・ブレイド     | サンドラ・ヘス             | 田中敦子                                                                       |
| ジャックス           | リン・レッド・ウィリアムズ | 堀之紀                                                                         |
| シャオ・カーン       | ブライアン・トンプソン     | 谷口節                                                                         |
| シノック             | ライナー・ショーン         | 糸博                                                                           |
| その他               | N/A                        | 宮寺智子 湯屋敦子 松本大 相沢正輝 伊藤栄次 星野千寿子 永井誠 山川亜弥 山本尚弘 |
| 日本語版制作スタッフ |                            |                                                                                |
| 演出                 | 演出                       | 春日一伸                                                                       |
| 翻訳                 | 翻訳                       | 筒井愛子                                                                       |
| 制作                 | 制作                       | ニュージャパンフィルム                                                         |

## スタッフ
- 監督：ジョン・R・レオネッティ
- 製作：ローレンス・カザノフ
- 製作総指揮：カーラ・フライ、アリソン・サヴィッチ
- 脚本：ブレント・V・フリードマン、ブライス・ゼイベル
- 撮影：マシュー・F・レオネッティ
- 音楽：ジョージ・S・クリントン
- 編集：ペック・プライアー